# Motor monofásico universal

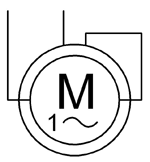
Símbolo eléctrico del motor universal

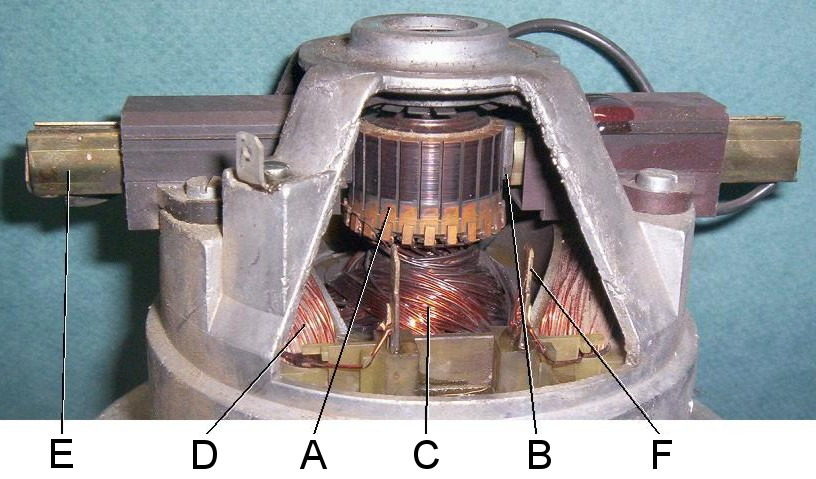
Motor Serie Universal. A) Colector o conmutador. B) Escobilla. C) Devanado del rotor. D) Bobinas del estátor (polos). E) Guía de las escobillas. F) conexiones o bornes para su alimentación.

El motor monofásico universal o simplemente motor universal es un tipo de motor eléctrico que puede funcionar tanto con corriente continua (CC) como con corriente alterna (CA) Es similar a un motor en serie de corriente continua, aunque con muchas y variadas modificaciones:
- Los núcleos polares, y todo el circuito magnético, están construidos con chapas de hierro al silicio aisladas y apiladas para reducir las pérdidas de energía por corrientes parásitas que se producen a causa de las variaciones del flujo magnético cuando se conecta a una red de corriente alterna.

- Menor número de espiras en el inductor con el fin de no saturar magnéticamente su núcleo y disminuir así las pérdidas por corrientes de Foucault y por histéresis, aumentar la intensidad de corriente y, por lo tanto, el par motor y mejorar el factor de potencia.

- Mayor número de espiras en el inducido para compensar la disminución del flujo debido al menor número de espiras del inductor.

## Principio de funcionamiento

### Corriente continua
En corriente continua es un motor serie normal con sus mismas características. Al invertir la corriente continua del motor en serie, el sentido de rotación permanece constante. Si se aplica corriente alterna a un motor en serie, el flujo de corriente en la armadura y en el campo se invierte simultáneamente, el motor seguirá girando en el mismo sentido.

### Corriente alterna
Cuando el motor universal es conectado en corriente alterna su flujo varía cada medio ciclo.
En la primera mitad de la onda de corriente alterna es denominada positiva, aquí la corriente en los devanados de la armadura tienen la dirección igual a las manecillas del reloj, es decir de izquierda a derecha, mientras que el flujo producto del devanado del campo tiene un sentido de derecha a izquierda, así que el par desarrollado por el motor es contrario al de las manecillas del reloj. 
En la segunda mitad de la onda de corriente alterna, denominada negativa, el voltaje aplicado invierte su polaridad, así mismo la corriente cambia su dirección y ahora está de derecha a izquierda, también el flujo producto de los polos está dirigido ahora de izquierda a derecha, el par de arranque no cambia su dirección, puesto que en la mitad negativa se invierten tanto la dirección de la corriente, como la del flujo.
De esta manera se comporta de manera semejante a un motor serie de corriente continua. Como cada vez que se invierte el sentido de la corriente, lo hace tanto en el inductor como en el inducido, con lo que el par motor conserva su sentido.
Tiene menor potencia en corriente alterna que en continua, debido a que en alterna el par es pulsatorio. Además, la corriente está limitada por la impedancia, formada por el inductor y la resistencia del bobinado. Por lo tanto habrá una caída de tensión debido a reactancia cuando funcione con corriente alterna, lo que se traducirá en una disminución del par.
Mayor chispeo en las escobillas cuando funciona en corriente alterna, debido a que las bobinas del inducido están atravesadas por un flujo alterno cuando se ponen en cortocircuito por las escobillas, lo que obliga a poner un devanado compensador en los motores medianos para contrarrestar la fuerza electromotriz inducida por ese motivo.

## Comparación entre las características del bobinado del estátor o campo en CA y CC
La cantidad de espiras de campo es menor en el motor en serie de CA que en el motor en serie de CC para disminuir la reactancia del campo y hacer que circule la cantidad de corriente suficiente. Al disminuir la magnitud del campo se reduce el par motor por lo tanto los motores de C.A. en serie se fabrican para potencias menores de un caballo de potencia en frecuencia de 50/60 ciclos por segundo. Las características del motor en serie de CA no son similares a las del mismo tipo para CC. 
Es una máquina de velocidad variable, de baja velocidad para cargas grandes y de gran velocidad para cargas livianas. El par de arranque también es muy grande. Los motores en serie de fracciones de caballo se emplean para propulsar ventiladores, perforadoras eléctricas y otros aparatos pequeños.
El motor de CA en serie tiene las mismas características generales que el de CC en serie, se ha fabricado un motor en serie para ambas corrientes que se le llama "motor universal" y tiene gran aplicación en aparatos eléctricos pequeños. Los motores universales funcionan con menor rendimiento que los motores en serie de CA o CC puros y solo se hacen en tamaños chicos. Para invertir el giro de este motor se deben invertir las conexiones en la armadura.

## Bobinado de compensación
Los motores universales son motores en serie diseñados especialmente para usarse en C.C. o C.A. Estos motores tienen la misma característica de velocidad cuando funcionan en C.A. o en C.C. En general, los motores universales pequeños no requieren devanados compensadores debido a que el número de espiras de su armadura es reducido y por lo tanto, también lo será su reactancia de armadura. Como resultado, los motores inferiores a 0,5 CV generalmente se construyen sin compensación. El costo de los motores universales no compensados es relativamente bajo por lo que su aplicación es muy común en aparatos domésticos ligeros, por ejemplo aspiradoras, taladros de mano, licuadoras, etc.
Los motores universales grandes tienen algún tipo de compensación. Normalmente se trata del devanado compensador del motor de serie o un devanado de campo distribuido especialmente para contrarrestar los problemas de la reacción de armadura.
Una característica importante de los motores serie de C.A. es el uso de compensadores para reducir la reacción de armadura. El medio más común para esta compensación implica incrustar devanados compensadores distribuidos en los polos del motor. Si el motor se usará tanto con C.A. como con C.C., el devanado compensador se conecta siempre en serie con la armadura y se dice que el motor está compensado conductivamente. Si el devanado compensador está conectado en corto circuito sobre sí mismo, se dice que el motor está compensado inductivamente.

## Usos
El uso de estos motores en corriente alterna está muy extendido por el mayor par de arranque respecto al de los motores de inducción y por su elevada velocidad de rotación, lo que permite reducir su tamaño y su precio. Así, se emplea en máquinas herramientas portátiles de todo tipo, electrodomésticos pequeños, etc.